# Ciudad Verde
Para el nombre de la ciudad ficticia en el anime de Pokemon ver el anexo de lugares
Ciudad Verde es un barrio constituido como macroproyecto de vivienda multiestratificada socialmente, desarrollado por un conjunto de firmas constructoras nacionales lideradas por Amarilo. Este se encuentra ubicado en el municipio de Soacha (Cundinamarca), al norte del casco urbano de la ciudad, fronterizo con la localidad bogotana de Bosa, en la Comuna 3 de La Despensa. Se extiende entre las calles 10A a diagonal 38 (incluida la salida vial de la Carrera 38 hacia Bosa San José y la vereda de Bosatama) de occidente a oriente y las carreras 24 a 40 de sur a norte.

## Geografía
El desarrollo inmobilairio se emplaza en un terreno completamente plano clasificado como suelo rural por el municipio de Soacha, puesto que anteriormente existía presencia de terrenos de cultivo y ganadería, sobre todo en sus linderos norte (aledaño a Bosatama) y sur (cercano a La Veredita y Potrero Grande), siendo este último atravesado por el río Soacha. La incorporación de este desarrollo ejecutado al perímetro urbano de la ciudad se encuentra en proceso. Su parte occidental lo constituye las colinas de las otroras haciendas La Chucuita y Chucua Vargas, tupidas en parte de eucaliptos aunque el suelo es subxerofítico, complementado al suroccidente por el humedal Chucuita.
En su parte norte y oriental lo constituye la quebrada Tibaníca proveniente del humedal homónimo, hoy contaminada por los desechos de aguas servidas provenientes del municipio de Soacha. Junto a este último tiene el canal de aguas lluvias de todo el barrio que desemboca en la Estación de Bombeo, localizado al noroeste de Ciudad Verde, administrado por Acueducto de Bogotá en la Planta de Tratamiento de Aguas Residuales de La Isla.

### Límites
La ciudadela citoverdina está rodeada por la vereda Bosatama y Hogares Soacha y al oriente por la localidad de Bosa de Bogotá.
|                                                               | Norte: Corregimiento 2 (Vereda Bosatama Quebrada Tibaníca) | Nordeste: Bosa (El Toche, Bosa La Providencia y Bosa San José) (Río Tunjuelo, Humedal La Isla Calle 95 Sur y Quebrada Tibaníca) |
| Oeste: Corregimiento 2 (Vereda Bosatama Cerro de La Chucuita) |                                                            | Este: Bosa (Bosa San Diego y Bosa La Esperanza) (Quebrada Tibaníca)                                                             |
| Suroeste: Río Soacha (Vereda Bosatama Humedal Chucuita)       | Sur: Río Soacha (Hogares Soacha)                           | Sureste: Finca Turflor Bosa (Manzanares y Bosa La Primavera) Humedal Tibaníca                                                   |

## Historia
El terreno en el cual hoy se asienta Ciudad Verde estuvo poblado desde la época precolombina gracias a marcas de pictogramas dejados en las rocas del Cerro de la Chucuita mientras que el resto de su territorio eran humedales que tenía entre los ríos Tunjuelito y Soacha y la quebrada Tibanica. Posteriormente con la llegada de los españoles, perteneció al resguardo de Bosa hasta la creación del municipio de Soacha en 1875. siendo su primera referencia indirecta con el nombre de Los Cerritos en 1627.
Con la erección del municipio de Soacha ya el área la ocupaba varias haciendas como Potrero Grande, Chucuita, Ogamora, Malachí y Logroño dónde se ocupaban de diversos cultivos frutales y cría ganadera, mencionados por Juan Antonio Cancino en sus Monografías. Incluso empresas como La Campiña tenía su sitio de producción lechera. 
Al iniciar el siglo XXI, el territorio citoverdino ocupaba el área de expansión urbana como Plan Parcial Potrero Grande dentro de la vereda de Bosatama y con ello las obras de urbanismo fueron encargadas a Amarilo, mientras esta última junto con otras empresas como Ospinas & Cía, Constructora Bolívar, Marval, Urbansa, Prodesa, Coninsa Ramón H - Mendebal y Colsubsidio, desarrollaban las unidades residenciales (viviendas de interés prioritario y de interés social) bajo régimen de propiedad horizontal, culturales, sanitarios y comerciales. Con ello se dio respuesta a la necesidad de organizar el suelo urbano de Soacha, por el cual es propensa a la urbanización informal derivado de la expansión de Bogotá en los últimas décadas del siglo XX, así como afrontar la demanda de vivienda de los habitantes de las localidades bogotanas, por lo que el macroproyecto fue aprobado por el Ministerio de Ambiente, Vivienda y Desarrollo Territorial en 2009, inaugurado en abril de 2010 y se espera terminar a fines de 2020.
En 2012, en una visita oficial a la zona, el presidente Juan Manuel Santos donó a los damnificados de la temporada invernal de 2010 y 2011, 768 apartamentos del conjunto Acanto, a cuyo aportes financieros por familia fueron realizados por la alcaldía de Soacha y la Gobernación de Cundinamarca y apoyo pedagógico sobre propiedad horizontal y convivencia vecinal a cargo de la Corporación Responder. De igual modo, el mandatario anunció la construcción de nuevos proyectos la Biblioteca y el Centro de Desarrollo Infantil, posteriormente inaugurados en enero de 2014, que servirán para ser parte del desarrollo del norte de Soacha.
En abril de 2023 entró en funcionamiento la Clínica Avidanti Ciudad Verde

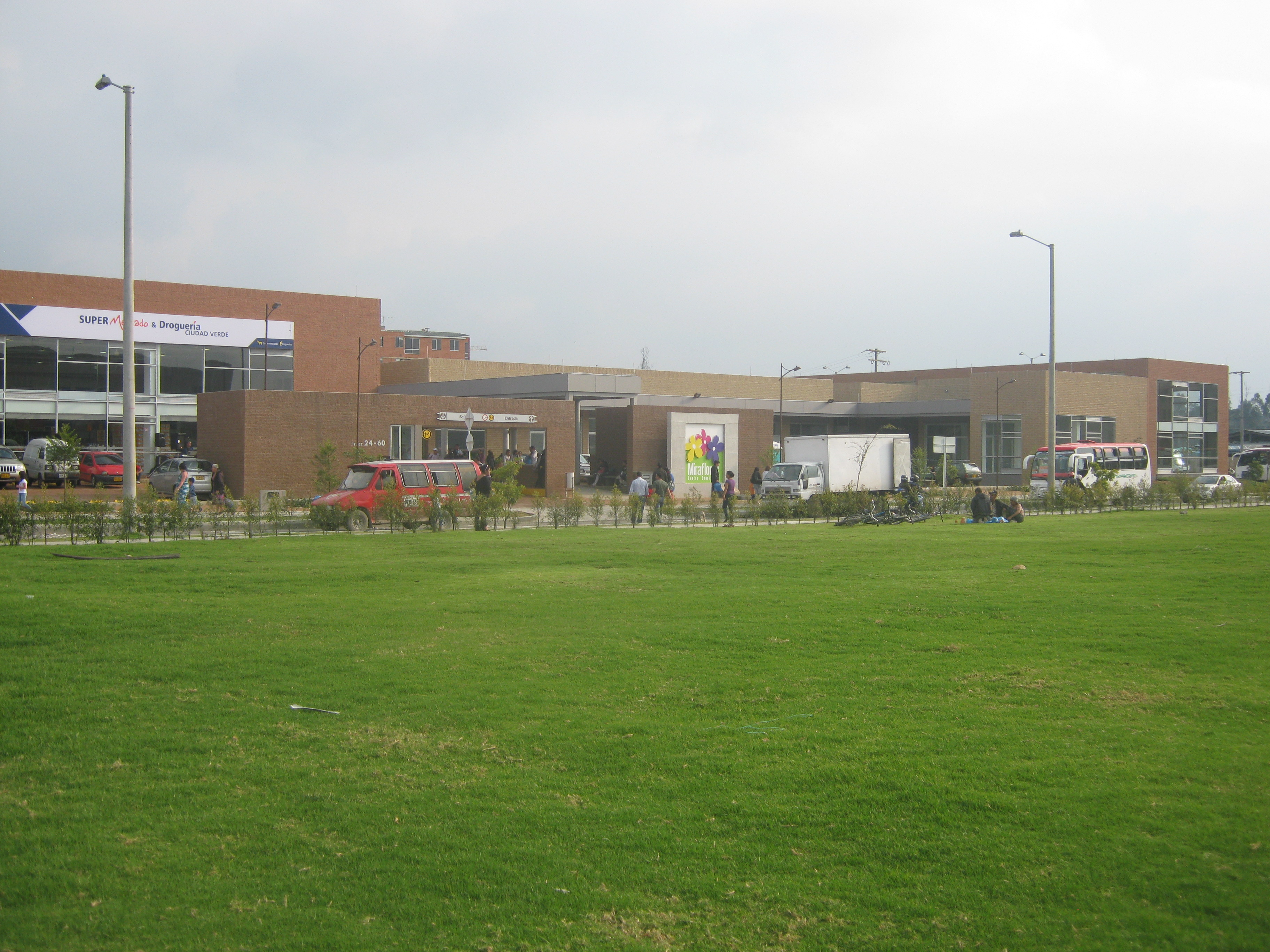
Centro Comercial Miraflores, con el Supermercado Colsubsidio.

## Economía
Sus actividades económicas se limitan al sector de comercio y de servicios en los centros comerciales de Miraflores, Prado Verde y El Jardín, así como a la Galería Comercial de la Calle 17. Las tiendas están permitidas solo en el interior de los conjuntos bajo acceso restringido para residentes y en los módulos de ventas en los distintos parques y alamedas en las cuales compiten con los vendedores ambulantes. 

## Movilidad

### Vías
Las siguientes vías y ciclovías de Ciudad Verde son:
| Avenida                                    | Trazado en la ciudadela | Ciclovía |
| ------------------------------------------ | --- | --- |
| Potrero Grande (Calle 33)                  | Desde la Carrera 40 hasta la Carrera 24 (continua hasta la en el barrio Rincón de Santa Fe al surpor la Carrera Séptima) | Si |
| Carrera 38                                 | Desde el Conjunto Cala hasta límite con Bogotá (continuando por Bosatama por la perimetral homónima al norte y al sur hacia la Variante San José -Transversal 80i hacia la Localidad de Bosa, Patio SiTP)                                 | Si, entre las calles 17 a 37 |
| Terreros (Diagonal 40)                     | Desde la Carrera 38 hasta la Diagonal 24 (continuando al sur hasta León XIII por la Carrera Séptima) | Si, a partir de la Carrera 36 hasta la Carrera 24 (continuando al sur hasta León XIII por el tramo municipal de la Alameda El Porvenir) |
| Carrera 17                                 | Desde la quebrada Tibanica hasta el Río Soacha (flujo al Río Bogotá al oeste), continuando al sur por Hogares Soacha hasta el mismo río, en el flujo a la Hacienda Malachí al este.                                                       | Si, por la Alameda Central |
| Luis Carlos Galán (Calle 13)               | Desde la quebrada Tibanica (giro) hasta la Avenida Ciudad de Cali (continuando al sur por esta última hacia el oriente y la vía paralela al río Soacha al occidente hacia Hogares Soacha en la Avenida San Marón desde el conjunto Ficus) | Si |
| Tierra Negra (Transversal 34 y Carrera 36) | Desde la Casa Hacienda Chucuita hasta la Avenida Terreros (al occidente girar al norte por la vía al costado del Cerro Chucuita hasta llegar a la Carrera 38 en Cala)                                                                     | Si |
| Transversal 24B - Carrera 24               | Desde la Calle 17 hasta la Avenida Terreros (en realidad es una sola vía) | No |
| Ciudad de Cali                             | Desde la Calle 13 hasta la AVenida Terreros (sujeta a ampliación a futuro hacia el oeste y construcción de puente sobre la quebrada Tibanica hasta su tramo en Bosa)                                                                      | Si |

También están las ciclovías de la Alameda Hortalizas, Parque Logroño, Alameda Haciendas y Alameda Chucuita, así como conexión con Bosa por la ciclovía de Bosa San Diego en la variante de San José desde la Carrera 80I y la vía del humedal La Chucuita hasta la Avenida San Maron (Calle 1) en Hogares Soacha.

### Transporte público
Los habitantes de Ciudad Verde cuentan con el servicio de buses del municipio de Soacha, rutas directas a varias localidades de la capital por medio del Corredor de Transporte Bogotá-Soacha y diferentes rutas de buses circulares que conectan TransMilenio con la ciudadela y viceversa, estos vehículos aunque no entran directamente a una plataforma especial del sistema, recogen y dejan a los pasajeros en unas pequeñas bahías aledañas a los accesos del puente peatonal de la estación Terreros - Hospital C.V., en el barrio Rincón de Santa Fe.
Al ser parte del municipio de Soacha, no dispone de un acceso de las rutas zonales del SITP; se beneficia a través del sector de Bosa San José de la localidad de Bosa por medio del Paso de La Isla (cruce entre la Carrera 38 de Soacha, la Vía veredal Bosatama y Transversal 80i de Bogotá por el barrio El Toche), que comunica esta ciudadela y la vereda de Bosatama del Corregimiento 2 con distintas zonas de la capital y formas de trasbordarse con otras rutas zonales y de TransMilenio. por el paradero Patio 1 localizado en la Transversal 80i N° 93-22 sur, prestado por su operador Empresa de Transporte Inteligente de Bosa (ETIB).
| - 91 A Universidad Nacional de Colombia (sede Ciudad Universitaria, por la Carrera 33 en el barrio Acevedo Tejada), Corferias, El Campín y Centro Expandido, entrada al Portal Sur - JFK Cooperativa Financiera - E16A A Kennedy (por Avenida Primero de Mayo) Castilla, Normandía, Minuto de Dios, Niza y Colina (Avenida Boyacá) - C135 A Biblioteca El Tintal, Hayuelos, Normandía, Ciudad Salitre, Corferias y Paloquemao - 731 A Abastos, Mandalay y Teusaquillo - 99 A Kennedy (Carrera 79), Castilla (Carrera 78), Zona Industrial Montevideo (Avenida Centenario), Paloquemao y Germania - 927 A Avenida Ciudad de Cali entre Bosa Laureles hasta Calle 13, Fontibón, Aeropuerto El Dorado - P24 A Perdomo, El Inglés-Villa Mayor y Restrepo-Olaya-Avenida Primero de Mayo | - 580 A Bosa, Avenida Primero de Mayo hasta Buenos Aires - 634 A Bosa por las avenidas Primero de Mayo, Carrera 68, Calle 100 y Carrera Séptima - 139 A Bosa por Avenida Primero de Mayo hasta Columnas y por la Villavicencio y de los Cerros a Juan Rey - G501 A Bosa por Ciudad Kennedy, La Pradera, Ricaurte, San Façon y Germania - 465A A Ciudad Kennedy, Avenida Carrera 68 y Calle 100 hasta Carrera 19 - G504 A Bosa, Avenida Agoberto Mejía, Ciudad Kennedy y Avenida Boyacá hasta Bonanza |

## Actividad comunitaria
La Agrupación Social Ciudad Verde es una entidad sin ánimo de lucro que mantiene el uso de espacios y desarrollo social del barrio, así como su intermediación con las autoridades del municipio de Soacha y las distintas propiedades horizontales de la zona. También dispone de su propia Junta de Acción Comunal, fundada en 2022.

### Propiedad horizontal
Los conjuntos de vivienda que pertenecen a esta ciudadela, reciben el nombre de cada especie botánica, identificados con su flor o partes enteras del árbol en sus logotipos, seguidos de la leyenda inferior con el nombre del macroproyecto e incluye los centros comerciales, pues cada uno de ellos se rigen por normativa de propiedad horizontal. Por su parte la ciudadela para efectos administrativos por parte de Soacha y de la Agrupación Social Ciudad Verde se divide en 12 etapas.
| Etapas                      | Conjuntos |
| --------------------------- | --- |
| 1 (oriental)                | Agapanto (I y II); Azalea (I y II); Frailejón (I, II y III); Geranio; Girasol; Lirio; Margarita (I y II); Orquídea; Papiro; Primavera; Tulipán; Victoria (I y II); Violeta                        |
| 2 (nororiental-central)     | Acacia; Acanto (I y II); Alhelí; Almendro; Arrayán; Azafrán; Caléndula; Camelia (I y II); Gardenia (I y II); Jazmín; Laurel; Magnolia; Palma Real; Palo de rosa; Sauce (I y II); Trébol; Verónica |
| 3 (norte)                   | Anturio (I y II); Azucena; Buganvilla; Guadual; Hortensia; Loto; Nardo (I y II); Sauco |
| 4 (noroccidental y centros) | Azahar; Begonia; Dalia; Fresia; Heliconia; Iris; Lavanda; Lila; Malva; Manzano; Olivo (I y II); Pensamiento Pomarrosa; Posentia; Sauce (III);                                                     |
| 5 (centro-occidente)        | Avellana; Cayena; Clavel (I, y II); Nogal; Pomelo |
| 6 (centro sur)              | Abedul; Cedro; Eucalipto; Linaria; Roble; Rosal; Amaranto |
| 7 (piedemonte citoverdino)  | Amapola; Astromelia (I y II); Cala; Palmeto |
| 8 (cerros)                  | No hay conjuntos |
| 9 (suroriente parroquia)    | Álamo; Aloe; Altea (I); Arándano; Bambú; Calicanto (II); Manzanilla |
| 10 (rotonda citoverdina)    | Albahaca; Caobo; Castaño; Macadamia; Menta; Naranjo; Olmo; Romero; Sándalo; Lunaria; Cayena (II)                                                                                                  |
| 11 (valle del río)          | Aliso; Altea (II); Calicanto; Capuchina; Cerezo; Ciprés; Granado, Lilo; Mirto; Sabina; Yerbabuena                                                                                                 |
| 12 (extremaduras)           | Astromelia (III); Feijoa; Verbena |

## Sitios de interés
Actualmente están construidos:

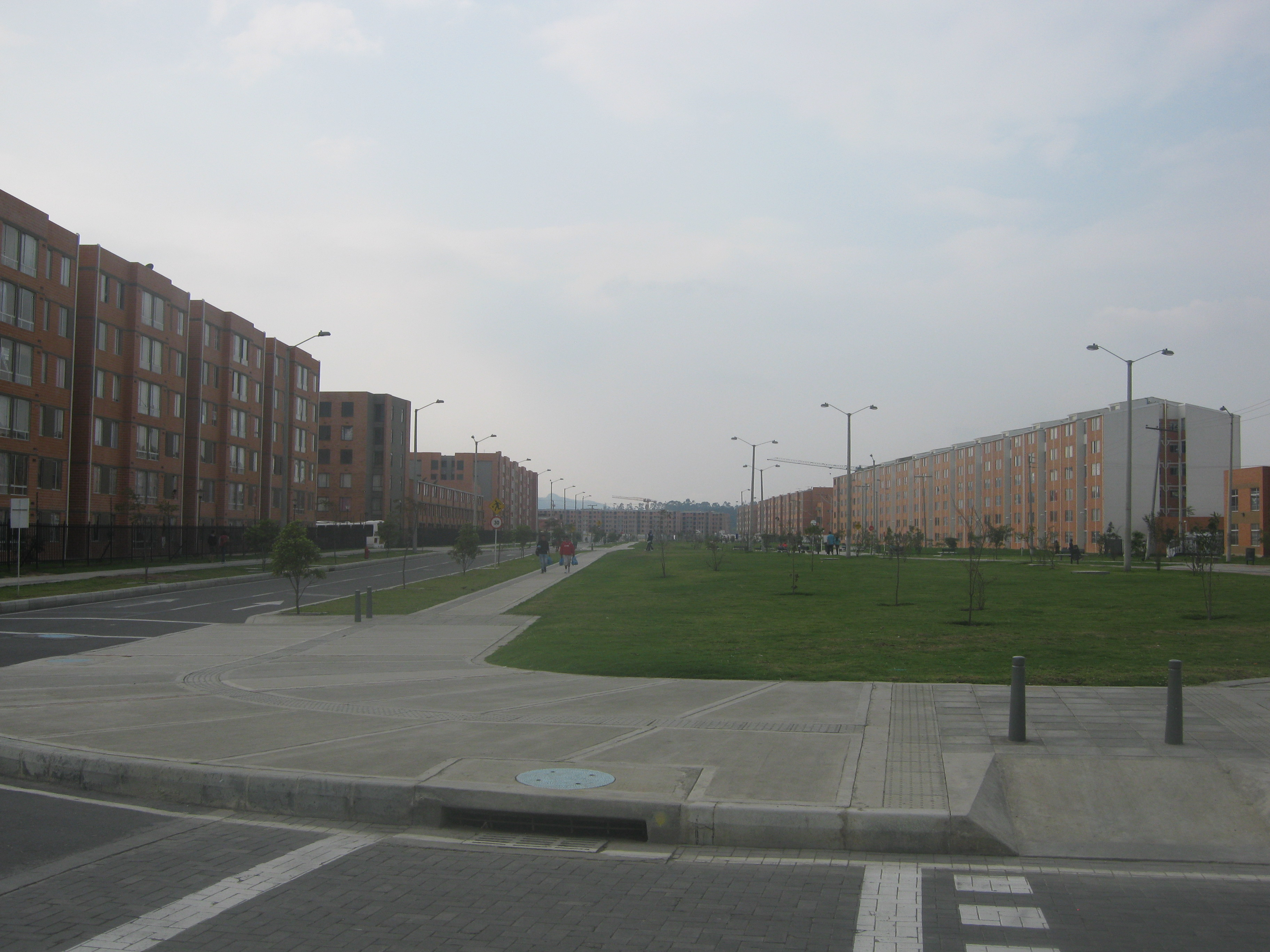
Alameda Hortalizas de Ciudad Verde. Al fondo, conjuntos de vivienda en construcción (2012)

- El Centro de Rehabilitación Integral de Teletón Colombia.[38]
- Biblioteca Pública de Soacha Joaquín Piñeros Corpas sede Ciudad Verde
- Estación de Policía Ciudad Verde
- Clínica Adivanti Ciudad Verde[39]
- Centro Comercial Miraflores
- Centro Comercial Prado Verde
- Centro Comercial El Jardín
- Centro de Desarrollo Infantil ICBF
- Parroquia Sagrados Corazones de Jesús y María.[40]
- Parques (Bogotá la Esperanza, Nuevo Soacha La Lectura, Tierra Negra, Logroño, Carrera 32A)
- Alamedas (Central, Hortalizas, Chucuita, Haciendas)

La única parte natural de la ciudadela a destacar son el Cerro humedal de La Chucuita, que de norte a sur entre la quebrada Tibanica y el río Soacha, se encuentran varios patrimonios históricos como la Hacienda Chucuita, las ruinas de la antigua casona Chucua Vargas y pictogramas prehispánicos, siendo la infraestructura reciente el Parque de La Niebla con su característico mirador a Bogotá.

## Servicios

### Servicios públicos
Ciudad Verde está dotada de los servicios públicos que se prestan en el municipio de Soacha correspondientes a:
- Acueducto y Alcantarillado (prestado por Acueducto de Bogotá, zona 5)[42]
- Gas Natural (Vanti)
- Energía eléctrica (ENEL Colombia)
- Aseo, recolección de basura y poda (Urbaser Soacha)[43]

### Educación
Ciudad Verde tiene varios planteles educativos públicos administrados por la Secretaría de Educación de Soacha como las Instituciones Educativas Ciudad Verde, Chiloé y Soacha Avanza la Unidad así como los privados Británico Brighton, Celestine Freinet y Minuto de Dios (administrado este último por la Corporación Minuto de Dios) mientras que la Biblioteca Municipal Joaquín Piñeros Corpas dispone de las sedes satélites de la IE Ciudad Verde y en el Parque Logroño.

## Desarrollos futuros

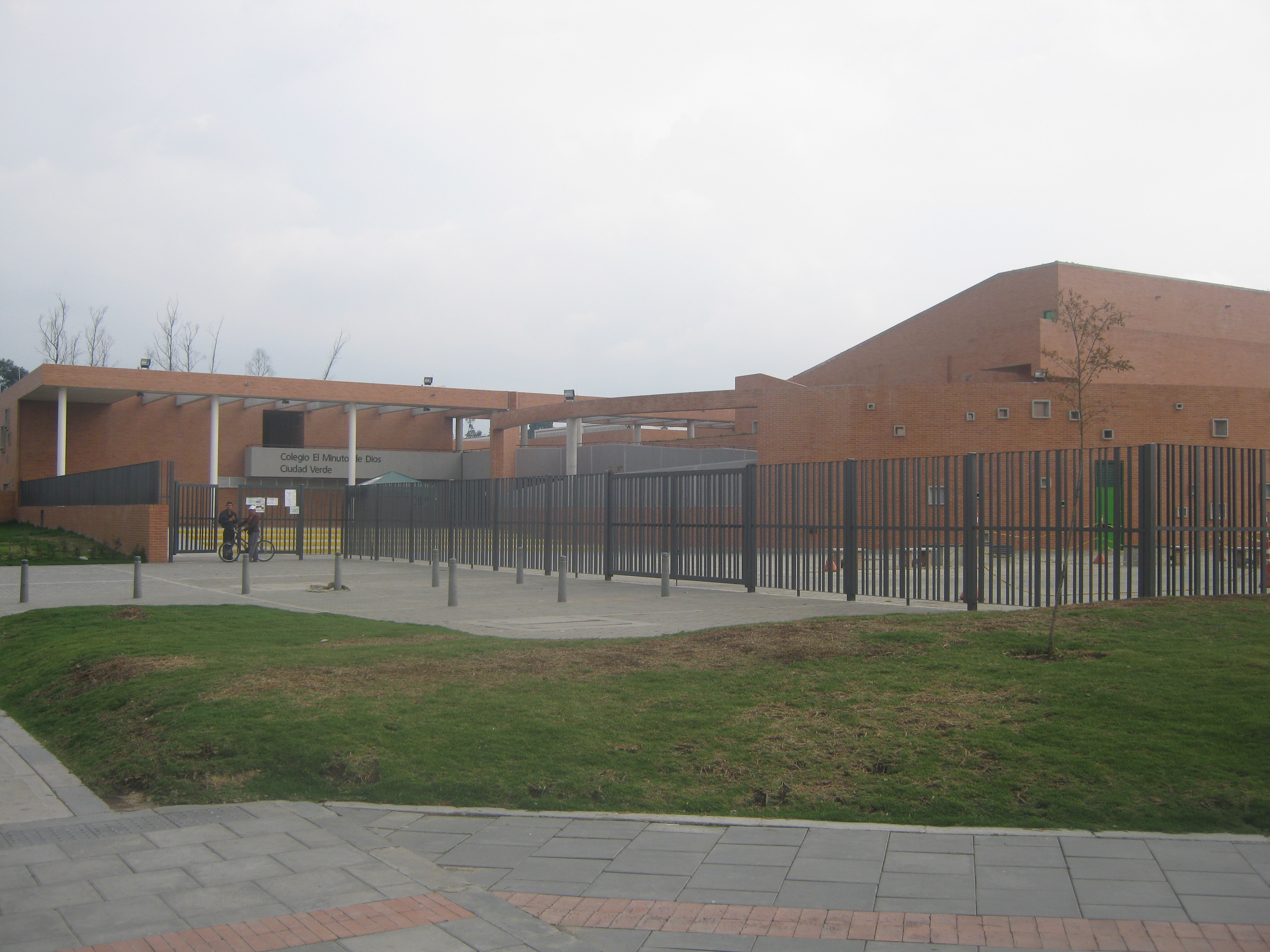
El Colegio del Minuto de Dios en Ciudad Verde.

Además de vivienda, Ciudad Verde se ha concebido dentro del concepto de ciudades amables, en donde se estimulan los viajes en bicicleta y se les da una gran importancia a los espacios urbanos y medio ambiente. Igualmente, a su entorno están las casas de las haciendas Logroño y La Chucuita, estas se van a mantener como patrimonio arquitectónico y arqueológico, ya que también hay en su área perimétrica pinturas rupestres del periodo precolombino, reconocidos por el Ministerio de Cultura.
De igual manera, se ampliarán las Avenida Luis Carlos Galán (Calle 13, procedente de la plaza de Soacha), la Avenida Ciudad de Cali (procedente del barrio Bosa Laureles de Bosa por la Avenida San Bernardino por el puente Tibanica) contando este último con servicios troncales del sistema TransMilenio y Terreros(desde el sector de León XIII, cabecera de las antigua Hacienda Potrero Grande).Mientras se decide esta última avenida, se encuentra disponible la vía que interconecta desde la Carrera 38 hasta la Transversal 80I de Bogotá, que sirve de puerto de movilidad a los usuarios del SITP
Por último, la Alcaldía de Soacha ha anunciado nuevos proyectos de una nueva sede del SENA.